# گزه (استان ماسوویان)
گزه (به لهستانی:  Gzy) یک روستا در لهستان است که در گمینا گزه واقع شده‌است.